# White Riot
"White Riot" (en español "disturbio blanco") fue la primera canción emitida como sencillo junto a "1977" por la banda de punk rock The Clash. El tema fue incluido en su álbum de debut en dos versiones distintas; una para el Reino Unido en 1977 y otra con diferente introducción para los Estados Unidos en 1979.

## Estilo y letras
Musicalmente "White Riot" se asemeja al estilo punk puro de las primeras composiciones de los Ramones con tiempos rápidos y riffs de guitarra muy simples. Otra semejanza con el estilo Ramone se puede apreciar en la introducción de la versión original de la canción cuando el guitarrista Mick Jones cuenta "1-2-3-4" emulando las introducciones de los temas de Ramones. Sin embargo, en la versión estadounidense que ha sido usada en la mayor parte de las recopilaciones posteriores la canción comienza con un sonido de sirenas policiales.
La letra del tema obtiene su inspiración de la participación del vocalista Joe Strummer, el bajista Paul Simonon y el mánager Bernie Rhodes en los violentos disturbios sucedidos en los carnavales de Notting Hill de 1976. Dicho conflicto comenzó cuando la gran patrulla policial que vigilaba el carnaval arrestó a un niño de raza negra por un supuesto robo ante lo cual la mayoría negra que participaba de la celebración reaccionó violentamente lanzando ladrillos a los uniformados. Cuando el conflicto explotó Simonon se unió inmediatamente lanzando un ladrillo que por poco derriba a un motociclista y Strummer intentó incendiar un vehículo policial. Una foto del director cinematográfico y amigo de los miembros del grupo Don Letts caminando frente a una línea policial durante el disturbio fue utilizada como portada de la recopilación Black Market Clash. La canción aborda la temática de la lucha de clases y refiere al disturbio desde su segunda estrofa ("los hombres negros tienen muchos problemas pero no les importa tirar ladrillos"). En un principio el tema también fue erróneamente asociado al racismo.

## Historia
A pesar de ser un clásico de The Clash, con el tiempo, cuando el grupo maduró musicalmente, Mick Jones se negó a tocarlo por considerarlo estilísticamente muy pobre [cita requerida]. Tras la separación de la banda Joe Strummer interpretó el tema en reiteradas oportunidades con su banda The Mescaleros.
En marzo de 2005 la Revista Q la posicionó #34 en su lista de las 100 mejores pistas de guitarra. "White Riot" también fue incluida en la banda sonora del videojuego Tony Hawk's Downhill Jam.